# Kirche Hl. Sava (Maradik)

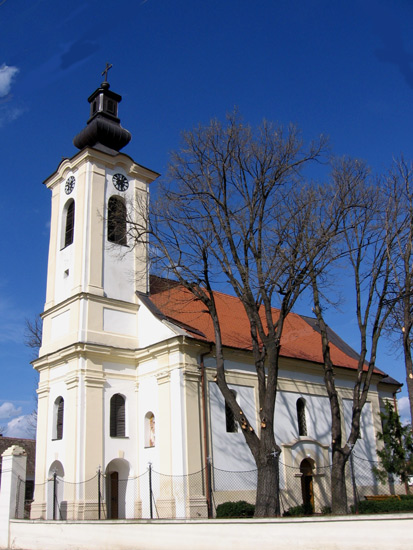
Die Kirche Hl. Sava in Maradik

Die Kirche Hl. Sava (serbisch: Црква Светог Саве, Crkva Svetog Save) im Dorf Maradik, in der Opština Inđija, ist eine serbisch-orthodoxe Kirche in der nordserbischen autonomen Provinz Vojvodina.
Das von 1776 bis 1777 erbaute Kirchengebäude ist dem Patronat des serbischen Nationalheiligen, des ersten Erzbischofs und dem sogenannten Erleuchters des serbischen Volkes, des Hl. Sava von Serbien anvertraut und die Pfarrkirche der Pfarrei Maradik, im Dekanat Sremski Karlovci, der Eparchie Srem, der Serbisch-Orthodoxen Kirche.
Als unbewegliches Kulturgut besitzt die Kirche den Status eines Kulturdenkmals von großer Bedeutung und steht unter staatlichem Schutz.

## Lage
Das Dorf Maradik liegt in der Landschaft des Srem, an den südöstlichen Hängen des Fruška Gora, etwa 11 km nordwestlich der Gemeindehauptstadt Inđija, entfernt. Die Kirche Hl. Sava steht im nördlichen Dorfzentrum von Maradik an der Straße: Fruškogorska ulica. Die genaue Adresse der Kirche lautet Fruškogorska ulica Nr. 23. Bei der Kirche mündet die Straße Školska ulica in die Fruškogorska ulica. In Maradik stehen auch die römisch-katholische Kirche St. Anna und die Reformierte Kirche (Calvinistische Kirche).
Im großen umzäunten Kirchhof, mit großem Eingangstor an der Westseite und zwei Nebentoren an der Südseite, stehen neben der Kirche: das Pfarrhaus, einige große Bäume, ein kleines Häuschen mit dem Kirchenbrunnen und der Freske des Hl. Erzengel Michael, ein kleiner Teich mit Springbrunnen, ein Ständer zum Kerzen entzünden, ein Fahnenständer mit der Flagge der Serbisch-orthodoxen Kirche und Sitzbänke.

## Geschichte

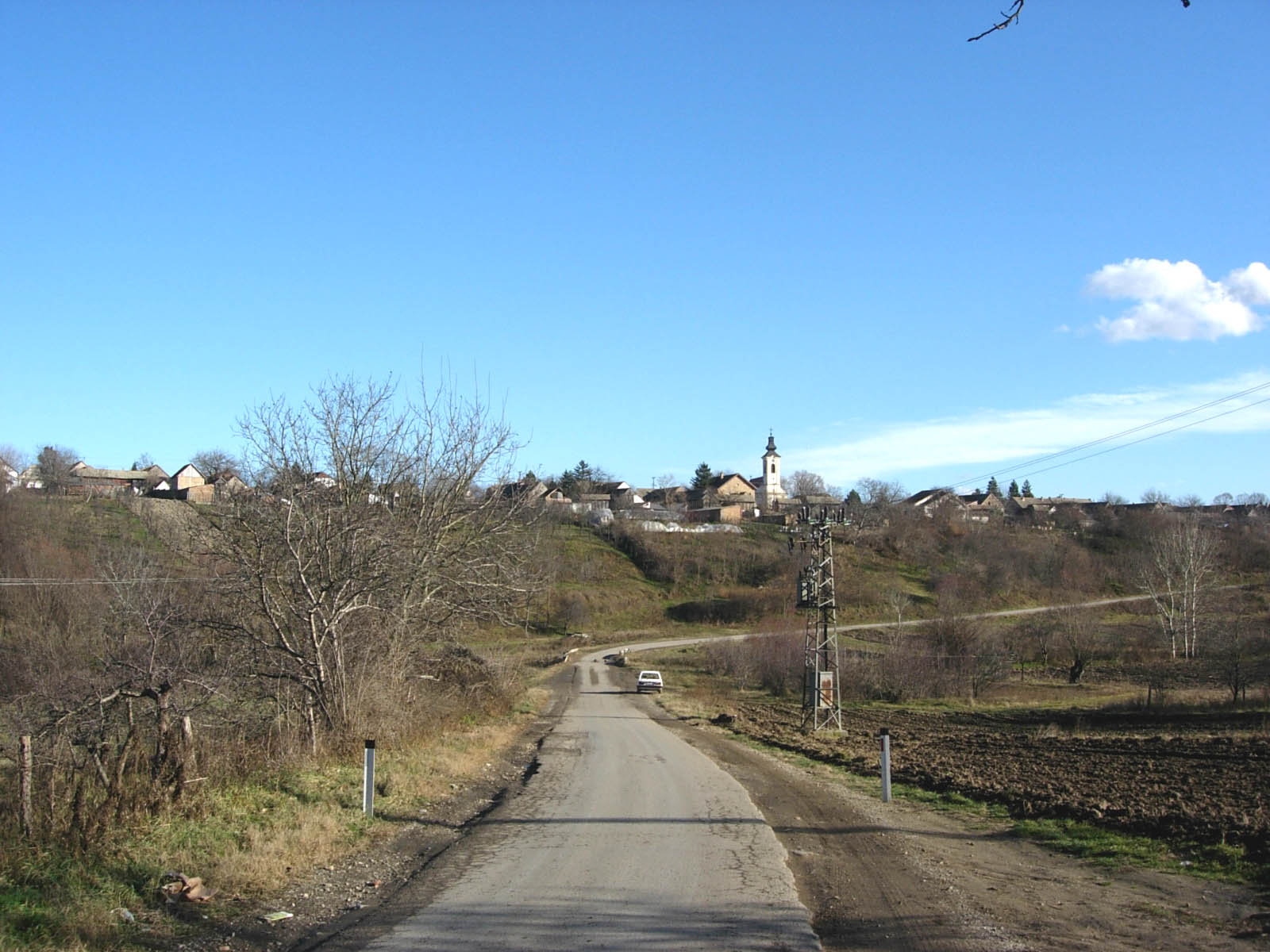
Blick auf die Kirche und umgebende Häuser

Die Existenz der ersten bekannten orthodoxen Kirche in Maradik wurde 1732 in einer Beschreibung der Visitationskommission der Metropolie Karlovci erwähnt. Die Kirche präsentiert sich als alter, mit verfallenem Schilf gedeckter Holzbau, ohne Glocke, mit Waschbecken und Taufbecken aus Brettern.
Das heutige Kirchengebäude am Standort des alten Gotteshauses, wurde in der Zweiten Hälfte des 18. Jahrhunderts, von 1776 bis 1777 erbaut. Das Gotteshaus stellt eines der bedeutendsten Gebäude des Dorfes dar.
Die Kirche ist mit dem Patrozinium des Hl. Sava versehen. Neben dem Hl. Sava wird in der Kirche und im Dorf, als zweite Slava, der Pfingstmontag und somit die Hl. Dreifaltigkeit unter dem Patrozinium des Feiertages der Herabkunft (Ausgießung) des Hl. Geistes auf die Apostel, gefeiert. Als Gelöbnis-Slava der Frauen aus dem Dorf wird auch der Feiertag der Hl. drei Hierarchen zelebriert.
Der hohe Kirchturm wurde Mitte des 19. Jahrhunderts an die Westfassade der Kirche hinzugefügt. Erhalten ist der Vertrag, den die Kirchengemeinde mit dem Maurermeister Uroš Subotić zum Bau des Kirchturms schloss.
Die Kirche verfiel in einen baulich schlechten Zustand bis 1921, als Priester Živko Tedić eine umfassende Renovierung einleitete, die mit dem Geld aus dem Verkauf des Kirchengartens finanziert wurde. Bei der Renovierung der Kirchenwände, bei der Feuchtigkeit entzogen und die Wände neu verputzt wurden, ist in einer Kirchenwand eine Ikone der Allerheiligsten Gottesmutter Maria mit dem Jesuskind wiederentdeckt worden. Diese wundertätige Ikone soll kinderlosen Ehepaaren beim Wunsch von Nachwuchs helfen.
Im Jahr 1926 wurden vier neue Glocken geweiht. Drei Glocken waren ein Geschenk von König Aleksandar Karađorđević und eine Glocke war ein Geschenk der serbischen landwirtschaftlichen Genossenschaft aus Maradik. Im Zweiten Weltkrieg blieb das Gotteshaus unbeschädigt. Die alte, gesprungene, große Glocke wurde durch die jetzige ersetzt und 1974 geweiht.
Die Kirche enthält eine Reihe von Holzikonen aus dem Jahr 1816, während die Menologien für den Gottesdienst in der zweiten Hälfte des 18. Jahrhunderts in Moskau gedruckt wurden. Die Kirche beherbergt mehrere liturgische Bücher aus dem 18. Jahrhundert, von denen eines in Moskau gedruckt wurde, aus der Zeit, als  Katharina die Große auf dem russischen Kaiserthron weilte.
Die Kirche wurde 1980 zum Kulturdenkmal erklärt. 1991 erfolgte die Kategorisierung der Kirche und das Kirchengebäude wurde zu einem Kulturdenkmal von großer Bedeutung erklärt. Konservierungs- und Restaurierungsarbeiten wurden 1980 an der Kirche und 1982 an den Malereien durchgeführt. Auch wurde die Kirche von 2007 bis 2008 renoviert.
Im Juni 2024 beschlossen die Mitglieder des Stadtrats von Inđija, der Kirche in Maradik, 3 Millionen Dinare zuzuweisen. Der Betrag ist für die Herstellung und Rekonstruktion der Wandverkleidungen der Kirche bestimmt. 2026 wird das Gotteshaus sein 250. Jahresjubiläum begehen.

## Architektur

### Kirchenäußeres
Das einschiffige Kirchengebäude mit einem rechteckigen Grundriss, ist in seiner Grundkonzeption im Stil des Barock erbaut worden, mit einer von Außen fünfseitigen und im Inneren halbrunden Altar-Apsis im Osten und einem Narthex mitsamt einem aus der Westfassade hervorstehenden (nachträglich zugefügten) Kirchturm, den eine mehrgeschossige Zwiebelturmkappe krönt, im Westen.
Die Außenfassaden sind horizontal mit Sockeln, Zierleisten (Lisenen) und Attikagesims gegliedert. Vertikal dominieren Pilaster mit einfachen Kapitellen. Die Kirche ist außen und innen verputzt.
Der Haupteingang der Kirche befindet sich an der Westfassade; auch gibt es einen Nebeneingang an der Südseite der Kirche. An der Westfassade seitlich des Kirchturmes befinden sich, jeweils ein Blindfenster mit einer Nische. In der rechte Nische ist der Hl. Sava dargestellt und in der linken die Hl. Dreifaltigkeit.
Die Kirche besitzt zwei Kirchenkreuze. Eines auf der Spitze des Kirchturmes und das andere am Ostende des Naos. Im oberen Geschoß des Kirchturms befinden sich zu jeder Seite des Kirchturms eine Uhr mit Mechanismus.

### Kircheninneres
Die reichverzierten Holzschnitzereien der prächtigen mehrtürigen und mehrgeschossigen Ikonostase im Geiste des Barock- und mit Rokokoformen, wurde in der zweiten Hälfte des 18. Jahrhunderts geschnitzt (1776), und 1777 geweiht.
Die Ikonen sind Werke von Jakov Orfelin, einem berühmten Maler aus der Stadt Sremski Karlovci, der die Ikonen, der Inschrift auf der Christi Auferstehungs-Ikone nach zu urteilen, im Jahr 1776 fertigstellte. Zuweilen werden die Ikonen auch Teodor Ilić Češljar, ebenfalls einem der berühmtesten serbischen Barock- und Rokokomaler der zweiten Hälfte des 18. Jahrhunderts, zugeschrieben.
Westeuropäische Barockkonzepte waren bis dahin nur in der serbischen Grafik vorhanden, und Jakov Orfelin war der erste Maler, der das an der Wiener Akademie erworbene Wissen auf die heimische Umgebung übertrug. Jakov Orfelin, geboren Mitte des 18. Jahrhunderts, war Ikonenmaler, serbischer Barockmaler und Neffe des berühmten serbischen Pädagogen und Dichters Zaharije Orfelin. Er wurde von seinem Onkel Zaharije erzogen und im Jahr 1766 in die Wiener Kupferstecherakademie von Jakob Schmutzer eingeschrieben. Auf dem Bischofsthron befindet sich eine Christusikone, und mehrere Ikonen und Gemälde werden dem Maler Teodor Kračun zugeschrieben, einem weiteren bedeutenden Vertreter des serbischen Barocks Wiener Provenienz.
Im Kircheninnenraum befinden sich zudem, der Gottesmutter- und Bischofsthron, Kronleuchter, Chorgestühl, viele Wandikonen, und zwei bemalte Chorständer. Die Kirche verfügt über keinen Chorbalkon. Die Kirchenwände sind mit marmorimitierenden Verkleidungen, Wandmalereien und Wandgemälden von Heiligen dekoriert. Im westlichen Kirchenschiff ist ein kleiner Kirchenladen untergebracht.